# Staatliche Universität Qaraghandy

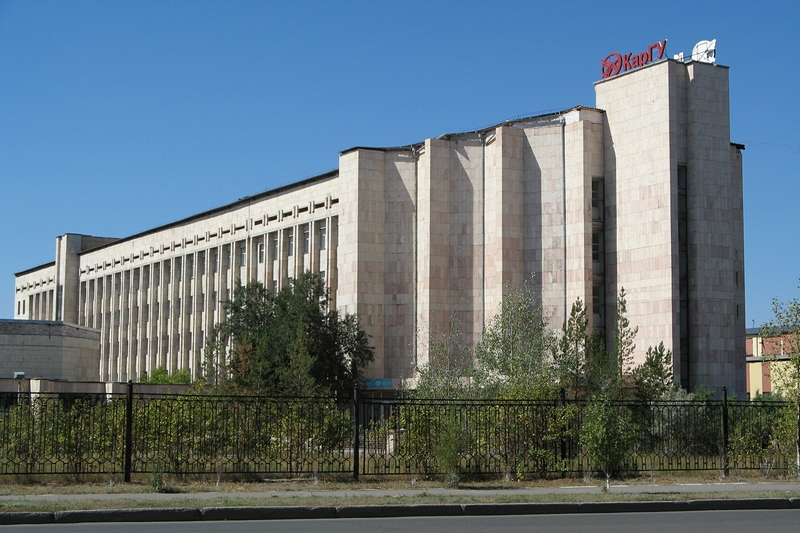
Die Staatliche Universität Qaraghandy im Jahr 2010

Die Staatliche Universität Qaraghandy (russisch Карагандинский государственный университет) ist eine Universität in Qaraghandy, Kasachstan.

## Geschichte
Die Universität wurde 1938 als Lehrerinstitut gegründet und 1952 in Pädagogisches Institut umgewandelt. Seit 1972 trägt die Universität den heutigen Namen.
2006 betrug die Studierendenanzahl 17.734.